# Deutsche Sprintmeisterschaften 2015
Die 19. Deutschen Sprintmeisterschaften im Rudern wurden am 10. und 11. Oktober 2015 im Schiersteiner Hafen in Wiesbaden ausgetragen, zusammen mit den Deutschen Großbootmeisterschaften.
Wie im Vorjahr wurden in insgesamt elf Bootsklassen Medaillen vergeben, davon sechs bei den Männern, vier bei den Frauen und eine in der Mixed-Klasse. Die Rennen wurden über eine Distanz von 350 Metern ausgetragen.

## Medaillengewinner

### Männer
| Bootsklasse            | Gold | Silber | Bronze |
| ---------------------- | --- | --- | --- |
| Einer                  | Moritz Moos (Mainzer RV von 1878) | Timo Piontek (Koblenzer RC Rhenania) | Moritz Römer (SV Scharnebeck) |
| Doppelzweier           | Mainzer RV von 1878 Moritz Moos Jason Osborne | RTHC Bayer Leverkusen Fabian Weiler Heiner Schwartz | Stuttgarter RG von 1899 Michael Sauer Maximilian Hess |
| Zweier ohne Steuermann | Bonner RG Jannik Graaf Maximilian Bandel | RV Münster von 1882 Maximilian Wagner Richard Bensmann | Crefelder RC 1883 Moritz te Neues Michael Naß |
| Doppelvierer           | Gießener RG 1877 Marcel Jürgens-Wichmann Ulrich Köhler Michael Wieler Johannes Birkhan                                                                      | Bremer RV von 1882 Sebastian Berlin Joos Lange Knud Lange Sören Dannhauer                                                                                                 | Bremer SC Cedric Borchers Nils Hülsmeier André Müller Malte Prohn                                                                                                  |
| Vierer mit Steuermann  | RTHC Bayer Leverkusen Toni Seifert Dominic Imort Stephan Volkert Felix Krane Sebastian Enders (Stm.)                                                        | Crefelder RC 1883 Jakob Gebel Laurits Follert Jacob Schulte-Bockholt Lars Henning Denise Krins (Stf.)                                                                     | RV Münster von 1882 Richard Bensmann Maximilian Wagner Sven Ditzel Felix Brummel Justus Maiwald (Stm.)                                                             |
| Achter                 | Crefelder RC 1883 Moritz te Neues Achim Behrens Larus Melka Michael Naß Jakob Gebel Laurits Follert Jacob Schulte-Bockholt Lars Henning Denise Krins (Stf.) | Gießener RG 1877 Ulrich Köhler Michael Wieler Nico Weber Christian Köhler Patrick Quoika Marcel Jürgens-Wichmann Christopher Nübel Johannes Birkhan Marina Warncke (Stf.) | RRG Mülheim Peter Kiefer Martin Kiefer Jan Nikolai Trzeszkowski Erik Jahnel Philipp Uebachs Andreas Baloghy Martin Tschäge Marcel Mertens Mara-Luisa Raasch (Stf.) |

### Frauen
| Bootsklasse  | Gold | Silber | Bronze                                                                          |
| ------------ | --- | --- | ------------------------------------------------------------------------------- |
| Einer        | Julia Eichholz (RC Witten von 1892) | Stephanie Hang (RV Ingelheim 1920) | Susanne Wirth-Otto (RG Lahnstein 1922)                                          |
| Doppelzweier | RV Ingelheim 1920 Jessica Beer Stephanie Hang | Stuttgart-Cannstatter RC von 1910 Kathleen Kirchhoff Kathrin Frey | RC Witten von 1892 Julia Eichholz Barbara Pernack                               |
| Doppelvierer | Limburger CfW Maximiliane Horz Cara Pakszies Lea Nassal Sophia Krause                                                                                           | Hanauer RC Hassia Svenja Schomburg Annika Jacobs Tina Christmann Charlotte Meinen                                                                                          | RG Lahnstein 1922 Anna Marx Tanja Diefenbach Johanna Franken Susanne Wirth-Otto |
| Achter       | Lübecker RG von 1885 Lynn Jessen Karen Zantop Klara Grube Lena Schröder Birte Kirschstein Paula Vosgerau Levke Gill Johanna Brast Larina Aylin Hillemann (Stf.) | Hanauer RC Hassia Isabel Taeuber Svenja Schomburg Annika Jacobs Charlotte Meinen Allegra Gärtner Carmen Battenhausen Luise Oppermann Claudia Henrich Nicola Flender (Stf.) | Keine weiteren Boote am Start.                                                  |

### Mixed
| Bootsklasse  | Gold                                                                            | Silber                                                                          | Bronze                                                                               |
| ------------ | ------------------------------------------------------------------------------- | ------------------------------------------------------------------------------- | ------------------------------------------------------------------------------------ |
| Doppelvierer | TV 1877 Essen-Kupferdreh Jannik Heil Franziska Ott Laura Kampmann Dominik Drüke | RC Witten von 1892 Lukas Föbinger Jonas Eichholz Julia Eichholz Barbara Pernack | Stuttgarter RG von 1899 Anke Schläger Svenja Leemhuis Patrik Möllerke Florian Roller |